# L'ultima burba
L'ultima burba è una serie di fumetti a strisce ideata da Leo Ortolani nel 1993 e pubblicata in Italia.

## Trama
Le gag sono ispirate dall'esperienza che lo stesso autore, Leonardo Ortolani, ha vissuto direttamente durante lo svolgimento del servizio militare di leva.
Le strisce raccontano principalmente la vita all'interno di una caserma militare italiana di un gruppo di reclute. Certamente l'occhio dell'artista ha interpretato (e anche inventato) alcune delle gag presentate, ma assicura l'autore che molte delle situazioni illustrate sono assolutamente accadute nel modo in cui sono state raccontate.

## Storia editoriale
La serie venne pubblicata inizialmente, tra il 1993 e il 1994, sulla rivista Sturmtruppen edita dalla Franco Cosimo Panini Editore per un totale di 213 strisce. Successivamente, tra il 1994 e il 1995, l'autore realizza altre strisce che verranno poi pubblicate sulla testata Rat-Man Collection dal n. 33 del novembre 2002. Dopo l'esaurimento delle strisce con la numero 382 nel dicembre 2005, Ortolani decise, a seguito del successo riscontrato, di continuarne la realizzazione, così che dal n. 53 di Rat-Man Collection del febbraio 2006 ebbe inizio la nuova serie. La serie si è così conclusa con la numero 454 pubblicata sul Rat-Man Collection n. 114 del maggio 2016.